# متعة الجنس (كتاب)
متعة الجنس (بالإنجليزية: The Joy of Sex) هو كتاب جنسي مصور لأليكس كومفورت، بكالوريوس في الطب والجراحة ودكتور في الفلسفة. نُشر في عام 1972. وأصدرت منه نسخة محدثة في سبتمبر 2008. لم يعنون الكتاب الجنس المثلي أبعد من المستوى التعريفي.

## نظرة عامة
قضى كتاب متعة الجنس أحد عشر أسبوعا في قائمة نيويورك تايمز لأكثر الكتب مبيعا كما قضى أكثر من 70 أسبوعاً في أعلى خمس قوائم تهتم بهذا التصنيف (1972-1974).
لم يكن يُفكر أليكس في كتابة هذه النوعية من الكتب لكنَّه أراد أن ينهج نفس نهج كتب أخرى مثل كتب الطبخ التي تحمل عنوان متعة الطبخ وهكذا دواليك. ضمَّ الكتاب عناوين رئيسية وفرعية مثل «للمبتدئين» و«الدورات الرئيسية». يضمُّ الكتاب ممارسات جنسية متعددة مثل الجنس عن طريق الفم ومختلف الأوضاع الجنس كما يتحدث عن التربيط والتبادل.
تتحدث النسخة الأصلية بشكل خاص عن الشبقية الكلاسيكية الهندية واليابانية كما يُحاول صاحب الكتاب توضيح مختلف العمليات من خلال رسوم توضيحية تكلف كريس فوس بخطِّها (الرسومات بالأبيض والأسود) في حين تكلف تشارلز ريمون بالصور غير الخطية وتلك الملونة. كل الصور في الكتاب هي من عمل والتقاط كريس فوس، تشارلز ريمون وزوجته. في حقيقة الأمر أصبحت الرسوم قديمة بعض الشيء، وذلك يعود أساسا للتغيرات في تسريحات الشعر. جدير بالذكر هنا أن هذا الكتاب شكل ثورة فيما بات يُعرف اليوم باسم علم الجنس وذلك نظرا للرسوم التوضيحية والنصوص المثيرة على النقيض من باقي كتب هذا المجال والتي تُحاول ما أمكن الاختصار والاختزال. تم إصدار نسخ جديدة من الكتاب كما تم إضافة نصوص أخرى تتحدث عن كيفية ممارسة الجنس الآمن. كما تم إصدار نُسخة مُصغرة عن الكتاب -كُتيِّب جيب- بعنوان متعة الجنس (طبعة جيب)؛ فاز هذا الكتيب بجائزة عنوان العام في عام 1997.
لم يُعالج كتاب متعة الجنس الممارسات الجنسية المثلية خاصة تلك خارج إطار الزواج؛ كما لم يتطرق بشكل مفصل لقضية البي دي إس إم لكن وبالرغم من ذلك فقد لعب الكتاب دورا كبيرا في ما بات يُسمى الثورة الجنسية لدرجة صدر فيلم عام 1984 مقتبس بالكامل عن هذا الكتاب.

## طبعة عام 2008
أصدر الناشر ميتشل بيزلي طبعة حديثة من الكتاب في أيلول/سبتمبر 2008. تم إعادة كتابة الطبعة الجديدة من قِبل عالمة النفس سوزان كويليام في حين اكتفى نيكولاس كومفورت (المُشارك مع المؤلِّف الأصلي) بالموافقة على هذه النسخة لا غير.
أكثر المواد التي تم إضافتها أو تعديلها أو إعادة كتابتها في الكتاب كانت تتحدث عن علاقة الجنس بعلم النفس من وجهة نظر محايدة مع الأخد بعين الاعتبار التحولات الاجتماعية التي طرأت منذ عام 1972. باتت الطبعة الجديدة أكثر توازنا في الحديث عن الإناث/الذكور منظور كما باتت تحتوي على 120 صورة توضيحية (مرسومة بقلم الرصاص) بالإضافة إلى إعادة رسم صور أخرى باتت تُعتبر قديمة.

## الجدل
أثار كتاب متعة الجنس جدلا ولغطا كبيرا داخل الولايات المتحدة؛ حيث «قاتلت» الجماعات الدينية المحافظة من أجل عدم الإبقاء عليه داخل المكتبات العامة. في آذار/مارس 2008 قامت مكتبة عامة في نامبا بأيداهو بإزالة كتاب متعة الجنس جنبا إلى جنب مع كتاب آخر بعنوان متعة الجنس لمثلي الجنس. اقتصرت الإزالة على المكتبات والأرفف بينما كان مسموحا لطلبة الطب بقرائته بعد تقديم طلب في مكتب المدير. أعيد الكتاب إلى الرفوف في أيلول/سبتمبر 2008 ردا على التهديدات القضائية للاتحاد الأمريكي للحريات المدنية.